# Re Umberto (1893)
«Ре Умберто» (італ. Re Umberto) — броненосець ВМС Італії однойменного типу кінця XIX - початку XX століття.

## Історія створення
Броненосець «Ре Умберто» закладений 10 липня 1884 року на верфі «Cantiere navale di Castellammare di Stabia». Спущений на воду 17 жовтня 1889 року, вступив у стрій 16 лютого 1893 року.

## Історія служби
Після вступу у стрій у 1897 році «Ре Умберто» був флагманським кораблем адмірала Феліче Наполеоне Каневаро, який командував ескадрою італійського флоту, що вирушила до берегів Греції для тиску на Османську імперію під час греко-турецької війни 1897 року і критського повстання 1897-1898 років.
Брав участь в італійсько-турецькій війні 1911-1912 років. Здійснював обстріли лівійського узбережжя та забезпечував висадку десанту.
На початок Першої світової війни «Ре Умберто» вже був застарілим кораблем. У 1914 році з нього зняли все озброєння, крім головного калібру і перетворили на плавучу батарею, яка захищала Бріндізі.
У 1918 році «Ре Умберто» переобладнали на спеціальний штурмовий корабель. Його хотіли використати для прориву у військово-морську базу австро-угорського флоту в Полі як своєрідний таран, за яким мали йти 40 торпедних катерів. Для цього на кораблі встановили вісім 76-мм гармат та декілька 240-мм мінометів, знявши все інше озброєння. В носовій частині встановили різаки для прориву бонових загороджень. Але у зв'язку із закінченням війни ця операція була скасована.
У 1920 році «Ре Умберто» був зданий на злам.